# Albert Sauer
Pour les articles homonymes, voir Sauer.
Albert Sauer, né le 17 août 1898 à Międzyzdroje, alors Misdroy en Poméranie, et mort le 3 mai 1945 à Falkensee, est un officier SS allemand et, de 1938 à 1939, le premier commandant du camp de concentration de Mauthausen.

## Biographie

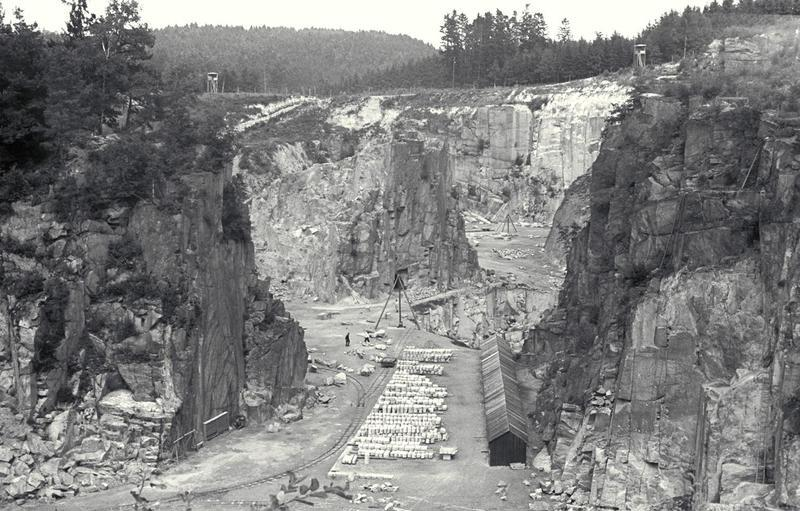
Carrière « Wiener Graben » (1941/42), photographie des Archives fédérales allemandes.

Sauer, charpentier de métier, est membre du NSDAP (numéro de membre 862 698) et de la SS (numéro de membre 19 180) à partir de 1931. Après une période de chômage, il est employé à temps plein par la SS.
En avril 1935, l'inspecteur des camps de concentration Theodor Eicke parraine Sauer pour la garde SS du camp de concentration d'Oranienbourg. Dès le 1er avril 1936, il commande le camp de concentration de Bad Sulza. Entre le 1er août 1937 et la mi 1938, il est commandant en second du camp de détention préventive du camp de concentration d'Oranienbourg-Sachsenhausen et fait donc partie des SS-Totenkopfverbände. Du 1er août 1938 au 1er avril 1939, il est officiellement commandant du camp de concentration de Mauthausen, à l'époque encore situé dans un cantonnement de la carrière Wienergraben de l'usine de granit de Mauthausen. Il est relevé de ses fonctions en avril 1939 en raison de sa négligence et de sa trop grande indulgence envers les détenus. Il est remplacé le 17 février 1939 par le SS-Sturmbannführer Franz Ziereis. De 1941 à 1942, il occupe un poste officiel auprès du commissaire du Reich pour la consolidation du peuple allemand.
De septembre 1942 à avril 1943, Sauer est à nouveau chef du camp de détention préventive de Sachsenhausen. À partir d'avril 1943, il est commandant du camp de concentration de Riga-Kaiserwald et participe à ce titre à la liquidation du ghetto de Riga. De juillet à septembre 1944, le camp de concentration de Riga-Kaiserwald est évacué. Comme à Riga, on y commet les mêmes vastes massacres de prisonniers et de détenus.
En janvier 1945, Albert Sauer prend le poste d'adjoint du commandant de camp Fritz Suhren au camp de concentration de Ravensbrück et aurait été chargé de mettre en place une chambre à gaz. Rudolf Höss, l'ancien commandant du camp de concentration d'Auschwitz, qui se trouve à Ravensbrück depuis novembre 1944, coordonne les massacres après l'achèvement de la chambre à gaz. En mai 1945, Höss et d'autres criminels SS fuient vers Flensbourg via le réseau d’exfiltration nazi Rattenlinie Nord (de). Albert Sauer meurt le 3 mai 1945 dans des circonstances obscures  dans la banlieue berlinoise de Falkensee.